# Japan Football Association
Japoński Związek Piłki Nożnej (jap. 日本サッカー協会, Nihon Sakkā Kyōkai, Japońskie Stowarzyszenie Piłki Nożnej) – ogólnokrajowy związek sportowy, działający na terenie Japonii, będący jedynym prawnym reprezentantem japońskiej piłki nożnej, zarówno mężczyzn, jak i kobiet, we wszystkich kategoriach wiekowych w kraju i za granicą. Siedziba związku mieści się w Tokio.

## Historia
Związek powstał w 1921 roku. W 1929 roku dołączył do FIFA. W 1954 poprzez głosowanie zdecydowano o przystąpieniu do Piłkarskiej Federacji Azji (AFC). Honorowym Prezydentem związku jest księżniczka Hisako.

## Prezesowie
- 1921 – 1933: Jikichi Imamura
- 1935 – 1945: Ryutaro Fukao
- 1947 – 1954: Ryutaro Takahashi
- 1955 – 1976: Yuzuru Nozu
- 1976 – 1987: Tomisaburo Hirai
- 1987 – 1992: Shizuo Fujita
- 1992 – 1994: Hideo Shimada
- 1994 – 1998: Ken Naganuma
- 1998 – 2002: Shunichiro Okano
- 2002 – 2008: Saburo Kawabuchi
- 2008 – 2010: Motoaki Inukai
- 2010 – 2012: Junji Ogura
- 2012 – 2016: Kuniya Daini
- od 2016: Kozo Tashima